# Plagiarius
Plagiarius ist ein seit 1977 vergebener deutscher Negativpreis für besonders dreiste Produktkopien. Der Begriff soll auf den antiken
römischen Epigrammatiker Martial im Fall mit Fidentinus zurückgehen, der einen Kopisten seiner Werke mit diesem Wort (eigentlich Seelenverkäufer, Sklavenhändler, vergleiche „Plagiat“) bezeichnete (Epigramme 1,52).

## Geschichte

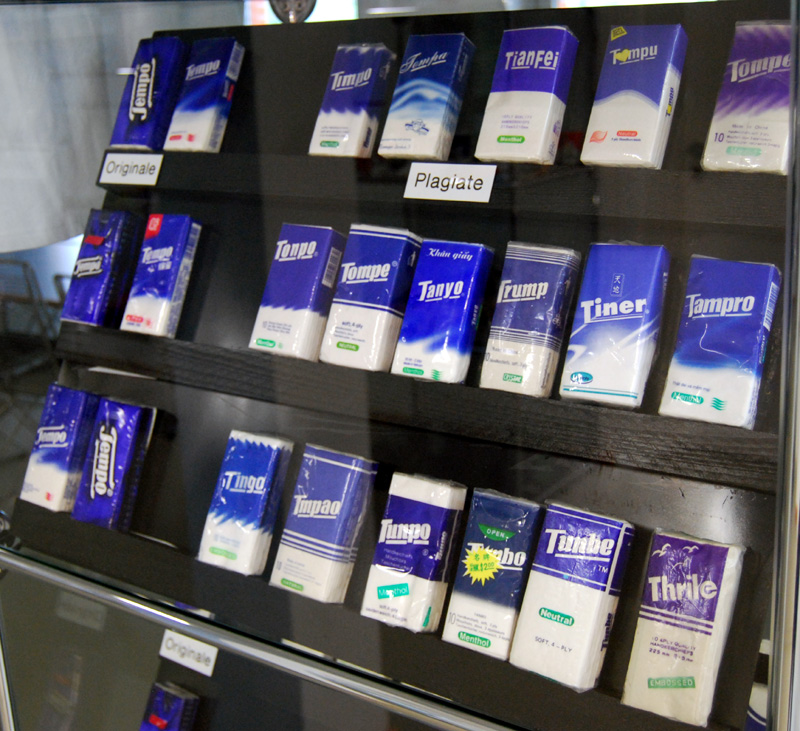
Exponat Tempo-Plagiate

Der Negativpreis Plagiarius wurde 1977 von Rido Busse ins Leben gerufen, nachdem er auf einer Frankfurter Messe eine Fälschung einer von ihm entwickelten Brief- und Küchenwaage entdeckte und durch einstweilige Verfügungen das Produkt nicht langfristig vor einem Versuch des Verkaufs von entsprechenden Plagiaten schützen konnte. 1980 übernahm zunächst der Verband Deutscher Industrie-Designer (VDID) die Schirmherrschaft und seit 1986 vergibt den Plagiarius jedes Jahr der gleichnamige Verein. Er hat sich zu einem anerkannten PR-Werkzeug im Kampf gegen die Produktpiraterie entwickelt. Zu den Laudatoren gehören bekannte Persönlichkeiten wie Hans-Olaf Henkel oder Lothar Späth. In den Jahren 1998–2000 wurde zusätzlich der Plagiarius-Toy-Preis vergeben.
Die Trophäe ist ein schwarzer Gartenzwerg mit vergoldeter Nase. Die Nase symbolisiert die Gewinne, die sich Plagiatoren durch ihr Tun verdienen.

## Methodik und Preisträger
Bevor eine Jury aus allen Einsendungen die Preisträger auswählt, erhalten die vermeintlichen Fälscher die Möglichkeit, schriftlich zu ihrer Nominierung Stellung zu nehmen. Sollte diese Chance zur Stellungnahme genutzt werden, fließt dies ebenso in die Bewertung der Jury ein wie fallbezogene Informationen. Teils konnte auch über diese Methodik erreicht werden, dass noch vor der Verleihung des Preises Nachahmer und Originalhersteller eine Einigung erzielten. Jedes Jahr werden drei Hauptpreise und weitere, gleichrangige Auszeichnungen vergeben.
Die Preise sagen nichts darüber aus, ob die Nachahmung rechtswidrig war. Der Verein möchte vielmehr auf das Problem der Nachahmung aufmerksam machen.
| Jahr | 1. Hauptpreis | 2. Hauptpreis | 3. Hauptpreis |
| ---- | --- | --- | --- |
| 2013 | Produkt: Straßenlampe „Latina“ Originalhersteller: Design-Agentur: Santa & Cole Neoseries S.L, La Roca, Spanien Designerin: Beth Galí, Barcelona, Spanien Nachahmer: Fälschung in Auftrag gegeben durch Public Works Authority ASHGHAL, Doha, Katar                                      | Produkt: Porzellan-Serie „isola“ Originalhersteller: Porcelanas da Costa Verde SA, Vagos, Portugal; Design von Studio Levien, London, Großbritannien Nachahmer: Vertrieb durch Galeria Kaufhof GmbH, Köln, Deutschland (unter der Eigenmarke „Galeria home“) | Produkt: Gehrungsschere (mit 45°-Anschlägen) Originalhersteller: Gebr. Schröder GmbH, Kiel, Deutschland Nachahmer: Vertrieb durch Adolf Würth GmbH & Co. KG, Künzelsau, Deutschland                                                    |
| 2014 | Produkt: Radiales Stoßwellentherapiegerät Originalhersteller: Zimmer MedizinSysteme GmbH, Neu-Ulm, Deutschland Nachahmer: Shenzhen PRT Import Export Co., Ltd., China | Produkt: Hochdruckreiniger Originalhersteller: Alfred Kärcher GmbH & Co. KG, Winnenden, Deutschland Nachahmer: Wenzhou Haibao Co., Ltd., China | Produkt: Magnetklapphalter „Sprintus Magic Click“ Originalhersteller: SPRiNTUS GmbH, Weissach, Deutschland Nachahmer: Vertrieb durch Otto Oehme GmbH, Allersberg, Deutschland                                                          |
| 2015 | Produkt: Heißluftgebläse „HL 1610 S“ und „HG 2310 LCD“ Originalhersteller: Steinel Vertrieb GmbH, Herzebrock-Clarholz, Deutschland Nachahmer: Vertrieb durch Shenzhen Jin Xiong of internal and external electronic tools Co., Ltd., Shenzhen, China                                     | Produkt: Möbel-Rolle „movetto 8“ Originalhersteller: Gross + Froelich GmbH & Co. KG, Weil der Stadt, Deutschland Nachahmer: Wagner System GmbH, Lahr, Deutschland                                                                                            | Produkt: Notfall-Beatmungsgeräte „Medumat Easy“ und „Medumat Transport“ Originalhersteller: Weinmann Emergency Medical Technology GmbH + Co. KG, Hamburg, Deutschland Nachahmer: Ambulanc (Shenzhen) Tech Co., Ltd., Shenzhen, China   |
| 2016 | Aufgrund von gerichtlichen Verfahren wurde der 1. Hauptpreis ausgesetzt. | Produkt: Tortreibriegel „Deni Plano“ Originalhersteller: Niederhoff & Dellenbusch GmbH & Co. KG, Heiligenhaus, Deutschland Nachahmer: Steinbach & Vollmann GmbH & Co. KG, Heiligenhaus, Deutschland                                                          | Produkt: Pfannkuchen-Wender mit Teigverteiler „Delícia“ Originalhersteller: Tescoma s.r.o., Zlin, Tschechien Nachahmer: Herstellung in China; Vertrieb durch Dobry s.r.o., Tschechien                                                  |
| 2017 | Produkt: Roll-Hundeleine „flexi Explore L“ Originalhersteller: flexi-Bogdahn International GmbH & Co. KG, Bargteheide, Deutschland Nachahmer: Die Produktfälschung wurde anonym über amazon.com vertrieben. Aufgrund von minderwertiger Qualität kam es zu Kundenbeschwerden in den USA. | Produkt: Bürostuhl „Silver“ Originalhersteller: Interstuhl Büromöbel GmbH & Co. KG, Meßstetten-Tieringen, Deutschland Nachahmer: Vertrieb über die Shenzhen Chunshan Trading Co. Ltd., Shenzhen, VR China                                                    | Produkt: Druckmessgerät Originalhersteller: WIKA Alexander Wiegand SE & Co. KG, Klingenberg, Deutschland Nachahmer: Herstellung durch Ma Anshan Exact Instrument Co., Ltd., VR China; Vertrieb durch Buu Ky, Ho Chi Minh City, Vietnam |
| 2018 | Produkt: Küchen-Schneidgerät „Nicer Dicer Plus“ Originalhersteller: Genius GmbH, Limburg, Deutschland Nachahmer: Pingyang County Leyi Gift Co., Ltd., Zhejiang, VR China | Produkt: Aufblasbarer Wasserpark „Wibit Sports Park XL“ Originalhersteller: Wibit Sports GmbH, Bocholt, Deutschland Nachahmer: Sunny Kingdom, VR China | Produkt: Rutscher „PUKY Racer“ Originalhersteller: PUKY GmbH & Co. KG, Wülfrath, Deutschland Nachahmer: Xingtai Kurbao Toys Co., Ltd., Hebei, VR China; Vertrieb online, u. a. über alibaba.com                                        |
| 2019 | Produkt: Schrägsitzventil „Typ 2000“ Originalhersteller: Bürkert Werke GmbH & Co. KG, Ingelfingen, Deutschland Nachahmer: Ningbo ACME Industrial Automation Co., Ltd., Ningbo, VR China                                                                                                  | Produkt: Spielzeugbagger „Liebherr Radlader“ Originalhersteller: Bruder Spielwaren GmbH + Co. KG, Fürth, Deutschland Nachahmer: Hengheng Toys Factory, Shantou, VR China                                                                                     | Produkt: Gusseiserner Bräter „Staub Cocotte“ Originalhersteller: Zwilling J.A. Henckels AG, Solingen, Deutschland Nachahmer: Zhejiang Keland Electric Appliance Co., Ltd., Zhejiang, VR China                                          |
| 2020 | Produkt: Küchen-Schneidgerät „Nicer Dicer Quick“ Originalhersteller: Genius GmbH, Limburg, Deutschland Nachahmer: Ningbo A-Biao Plastic Industry & Trade Co., Ltd., VR China | Produkt: Sahnekapseln Originalhersteller: Kayser Berndorf GmbH, Wien, Österreich Nachahmer: Female Foods BV, Woerden, Niederlande | Produkt: Hundegeschirr „IDC Powerharness“ Originalhersteller: JULIUS-K9 Zrt., Szigetszentmiklós, Ungarn Nachahmer: Shenzhen Dog Favors Pet Supplies Co., Ltd., VR China                                                                |
| 2021 | Produkt: Motorsäge „Stihl MS 250“ Originalhersteller: Andreas Stihl AG & Co. KG, Waiblingen, Deutschland Nachahmer: Hangzhou Guley Garden Machinery Co., Ltd., VR China | Produkt: Elektrisches Bremsenentlüftungsgerät „ERS 5“ Originalhersteller: Manotec Industrielle Automation, Villingen-Schwenningen, Deutschland Nachahmer: VR China. Vertrieb: Tschechischer Anbieter über eBay und Amazon                                    | Produkt: Schlaf-Sofa „Up-Lift“ Originalhersteller: Prostoria d.o.o., Sv. Kriz Zacretje, Kroatien Nachahmer: Oxygen Corp. Limited, London, Großbritannien, Verkäufer: privatefloor.com / myfaktory.com                                  |
| 2022 | Produkt: Besteck-Set „Klikk“ (3-teilig) Originalhersteller: koziol »ideas for friends GmbH, Erbach, Deutschland Nachahmer: Are Media Pty Ltd., Sydney NSW, Australien | Produkt: Druckmessgerät Originalhersteller: WIKA Alexander Wiegand SE & Co. KG, Klingenberg, Deutschland Nachahmer: Vertrieb: Abdullah Corporation, Dhaka, Bangladesch                                                                                       | Produkt: Zweireihiges „INA“-Axial-Schrägkugellager Originalhersteller: Schaeffler Technologies AG & Co. KG, Herzogenaurach, Deutschland Nachahmer: Giant Bearing Co., Ltd., Jiangsu, VR China                                          |
| 2023 | Produkt: Modulares Wandregal-System „LINK“ Originalhersteller: Studio Hausen / Jörg Höltje, Hamburg, Deutschland Nachahmer: Deutscher Möbel-Filialist | Produkt: Club NO. 6 Superglas 300ml Originalhersteller: koziol »ideas for friends GmbH, Erbach, Deutschland Nachahmer: Metplas A.S. / „Rubikap“ Plastic Tableware, Istanbul, Türkei                                                                          | Produkt: Mercedes-Benz Fahrzeug-Diagnose XENTRY Diagnosis Originalhersteller: Mercedes-Benz Group AG, Stuttgart, Deutschland Nachahmer: OBD Diagnostic Tools, Fellbach, Deutschland                                                    |
| 2024 | Produkt: Glasserie „Denk’Art“ Originalhersteller: Zalto Glas GmbH, Gmünd, Österreich Nachahmer: Spiegelau Glas, eine Marke der Bayrischen Glaswerke GmbH, Neustadt a.d. Waldnaab, Deutschland (gehört zu Riedel Glas)                                                                    | Produkt: Spielbausatz „Lego Creator 10252 – VW Käfer“ Originalhersteller: Volkswagen AG, Wolfsburg, Deutschland Nachahmer: GDR-Trading BV, Meppel, Niederlande                                                                                               | Produkt: Cuboro Kugelbahn „Standard 32“ Originalhersteller: Cuboro AG, Bern, Schweiz Nachahmer: Zaozhuang Yike Electromechanical Equipment Co., Ltd., Shandong, VR China                                                               |

## Museum Plagiarius

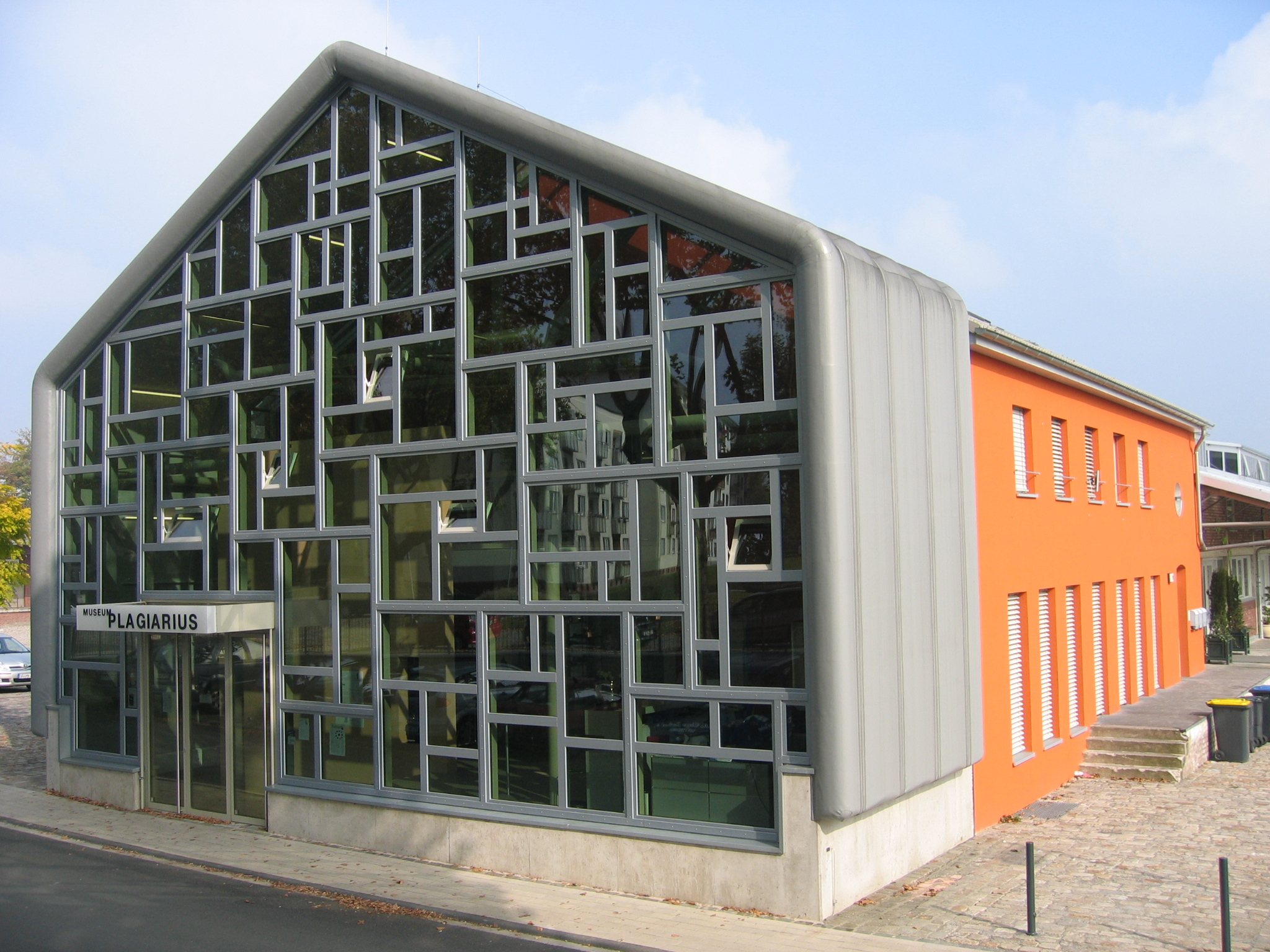
Museum Plagiarius

Seit dem 26. März 2007 betreibt der Verein im Südpark der Stadt Solingen nahe dem ehemaligen Hauptbahnhof das Museum Plagiarius, in dem rund 350 Plagiate und die dazugehörigen Originale ausgestellt sind. Mit der Einrichtung dieses Museums hat die Aktion Plagiarius zum Ziel, die Öffentlichkeit über die Ausmaße sowie die Schäden und Gefahren der weltweiten Produktfälschungen zu informieren.
Das Museum Plagiarius ist als Teil des Südparks in Solingen im Rahmen der Regionale 2006 entwickelt worden; untergebracht ist es im Kopfbau der ehemaligen Güterhallen. Der Entwurf stammt vom Architekturbüro Reinhard Angelis in Köln, das zuvor bereits die Umgestaltung der direkt angrenzenden Gebäude durchgeführt hatte.